# Зинеден
Зинеден (каз. Зинеден, до 2008 г. — Забуру́нье) — село в Исатайском районе Атырауской области Казахстана. Административный центр Забурунского сельского округа. Код КАТО — 234237100.
Село расположено у берега залива Забурунье Каспийского моря.

## Население
В 1999 году население села составляло 897 человек (466 мужчин и 431 женщина). По данным переписи 2009 года, в селе проживали 1104 человека (569 мужчин и 535 женщин).

## История
Село Забурунье было переименовано в конце 2000-x в честь народного целителя Зинедена.